# Bukový potok (přítok Zábrany)
Bukový potok (někdy též uváděný jako Bukovský potok) je vodní tok v Olomouckém kraji.

## Průběh toku
Potok pramení na rozhraní katastru obcí Buková a Benešov, západně od první jmenované a východně od osady Pavlov. Toto místo se nachází na hranici přírodního parku Řehořkovo Kořenecko. Od nejvyššího bodu Drahanské vrchoviny, Skalek, je vzdušnou čarou vzdálen cca 1800 metrů a prameniště se nachází mírně pod hranicí 700 m n. m. Samotný pramen má podobu tůňky, která leží na kraji lesa. Do toho potok ihned vtéká a míří severovýchodním směrem, po chvíli se však stáčí na jihovýchod a v tomto směru putuje až ke svému soutoku. Po opuštění lesa teče v mírném údolíčku, lemován stromy a keři, z obou stran obklopen loukami, nad kterými se rozkládají pole.
Na samotné hranici obce Buková napájí koupaliště, které mívalo zvláště v minulosti lokální význam. Z je voda odváděna potrubím, kterým teče skrze celou obec Buková a dostává se z něj až na její jihozápadní okraj, kde napájí další dva malé rybníčky. Tok dále pokračuje jihovýchodním směrem, jeho průběh má podobný ráz jako před obcí Buková krom toho, že údolí je více výrazné, míjí bývalý lom a vlévá se do říčký Zábrana jižně od místa, kde dříve stávala osada Nový dvůr.

### Přítoky

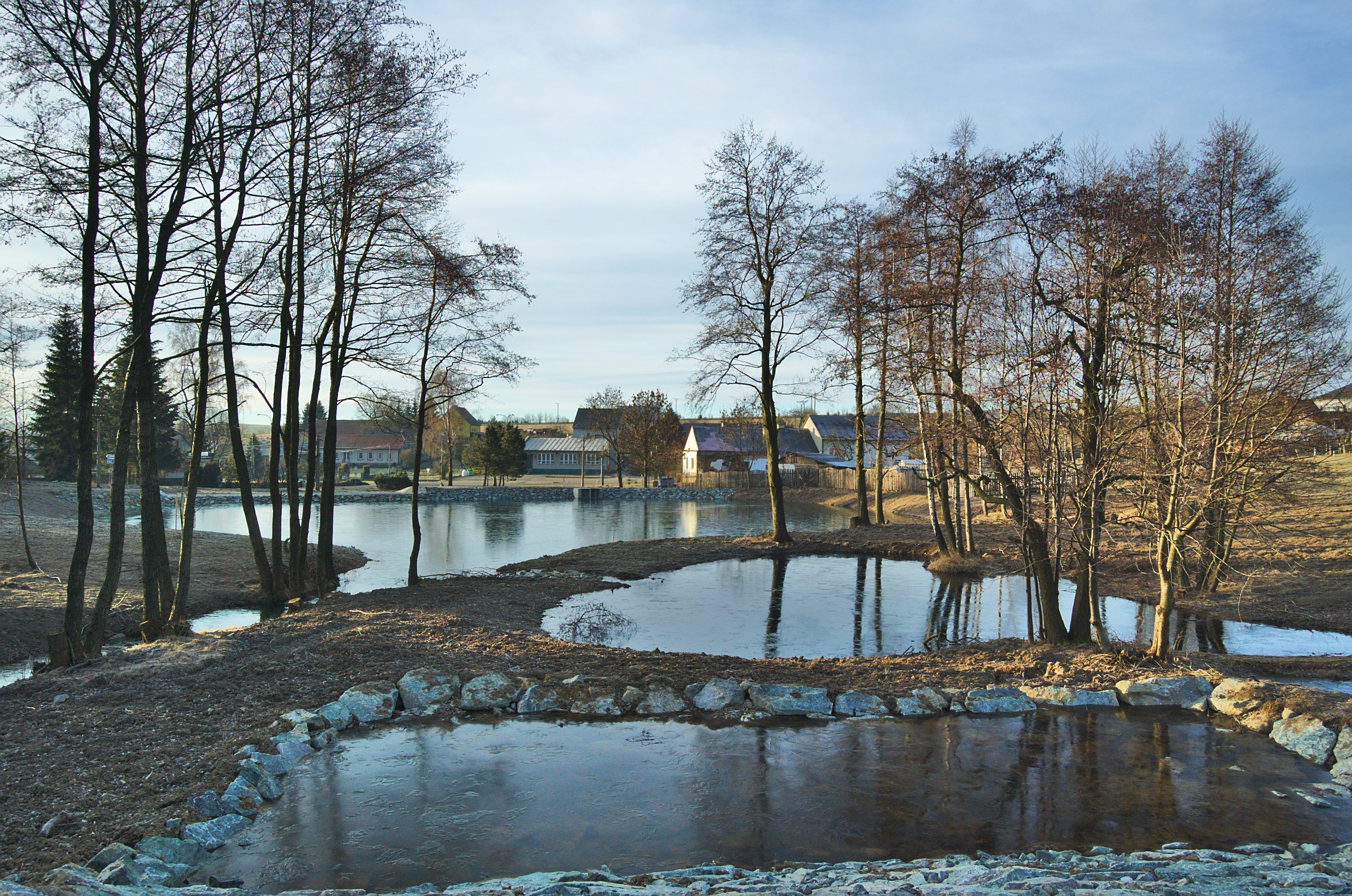
Požární nádrž s protipovodňovými opatřeními

Na svém toku pojímá dva bezejmenné levostranné přítoky, kdy první z nich pramení v blízkosti přírodní památky Rašeliniště v Klozovci a přilehlých rašeliništích, ze kterých je voda odváděna meliorační rýhou, díky čemuž je chráněné rašelinné jezírko po většinu roku bez vody.. Na kraji obce Buková napájí rybník, u kterého byly v nedávné době byla provedena protipovodňová opatření.
Druhý přítok pramení severně od zemědělského družstva, teče po jeho okraji a u hranic vesnice je sveden do potrubí, ve kterém se vlévá do Bukového potoka.

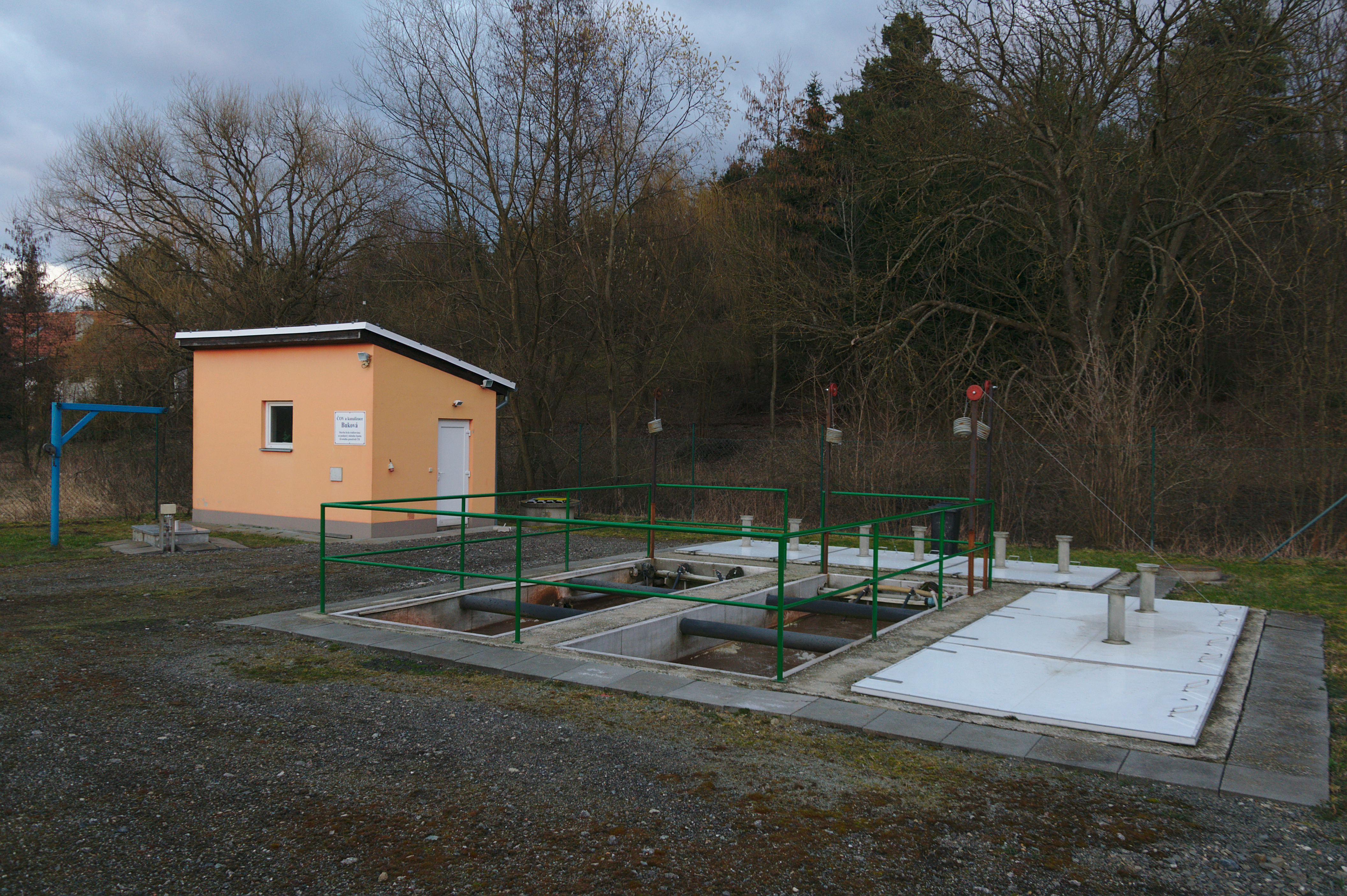
Čistička odpadních vod v Bukové

## Čistota vody
Kvalita vody je velice nízká, potok bývá uváděn jako jeden z hlavních znečišťovatelů Plumlovské přehrady. Na rok 2015 bylo naplánováno prověření fungování čističky odpadních vod v obci Buková a nařízení srážení fosforu.

## Heraldika

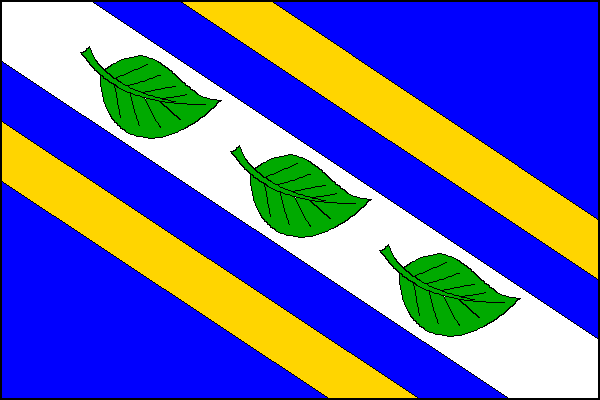
Prapor obce, modrá barva na něm symbolizuje Bukový potok

Potok je součástí znaku a praporu Bukové, kde modrá barva symbolizuje právě Bukový potok protékající katastrem obce.

## Turistika
Téměř celý tok lemuje v určité vzdálenosti cyklotrasa 5029. Blízko pramene začíná trasa 5227.
Obcí Buková prochází  zelená turistická trasa Pohora – Horní Štěpánov – Buková – Malé Hradisko – Repechy – Drahany, ovšem viditelné z ní je pouze údolí nad a pod vesnicí, případně koupaliště a požární nádrž na jednom z přítoků, neboť v samotné obci je veden tok pod zemí. Viditelný je však horní tok bezejmenného přítoku pramenícího a tekoucího přes přírodní památku Rašeliniště v Klozovci. Podobně lze vidět pouze hasičskou nádrž ze  žluté značené trasy Buková – Lipová – Seč – Pohodlí – Ptenský Dvorek – Bělecký mlýn, jenž začíná v obci a vede jí po stejných cestách jako zelená trasa.

## Fotogalerie

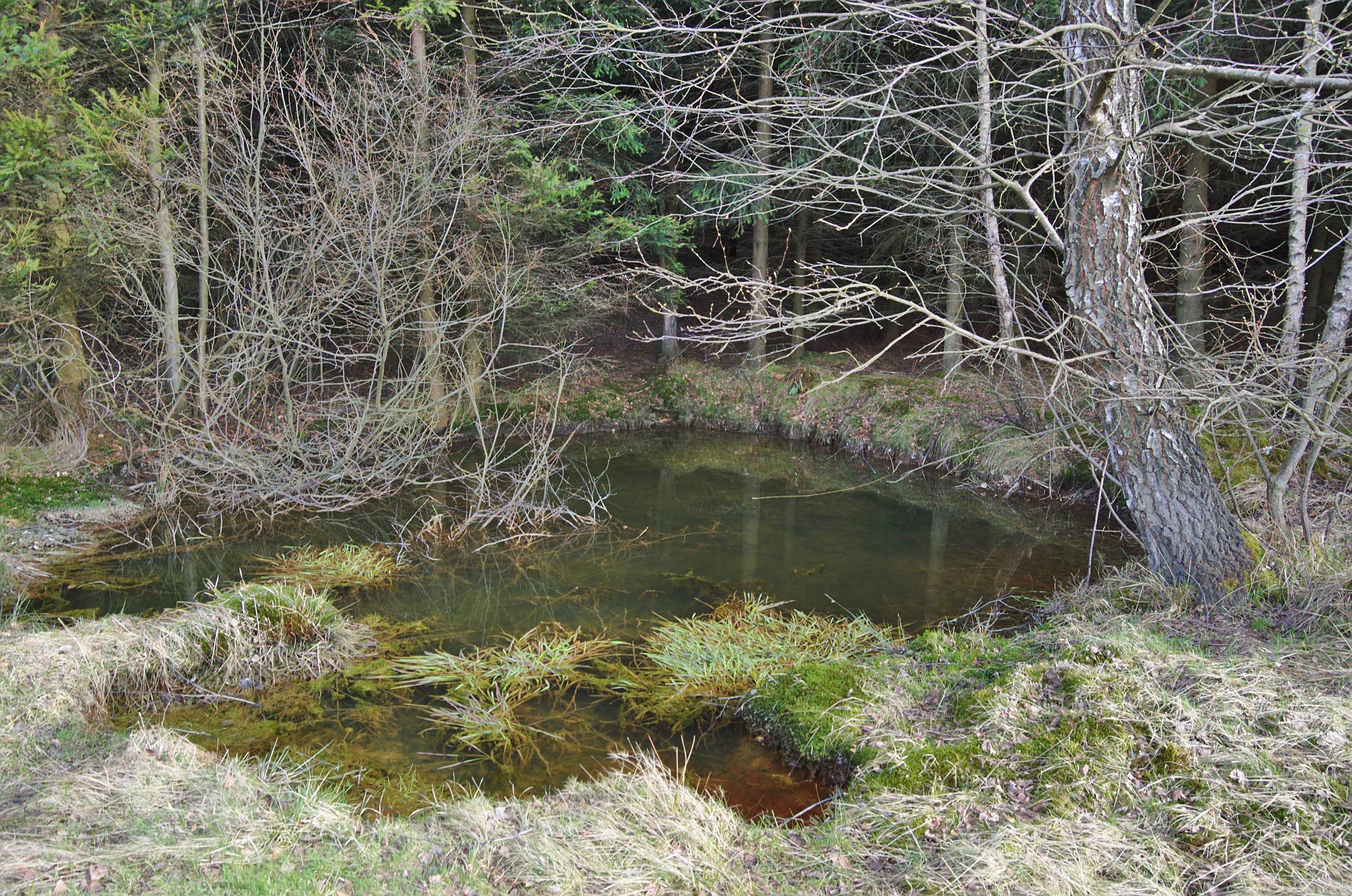
Pramen Bukového potoka ležící na rozhraní obcí Buková a Benešov
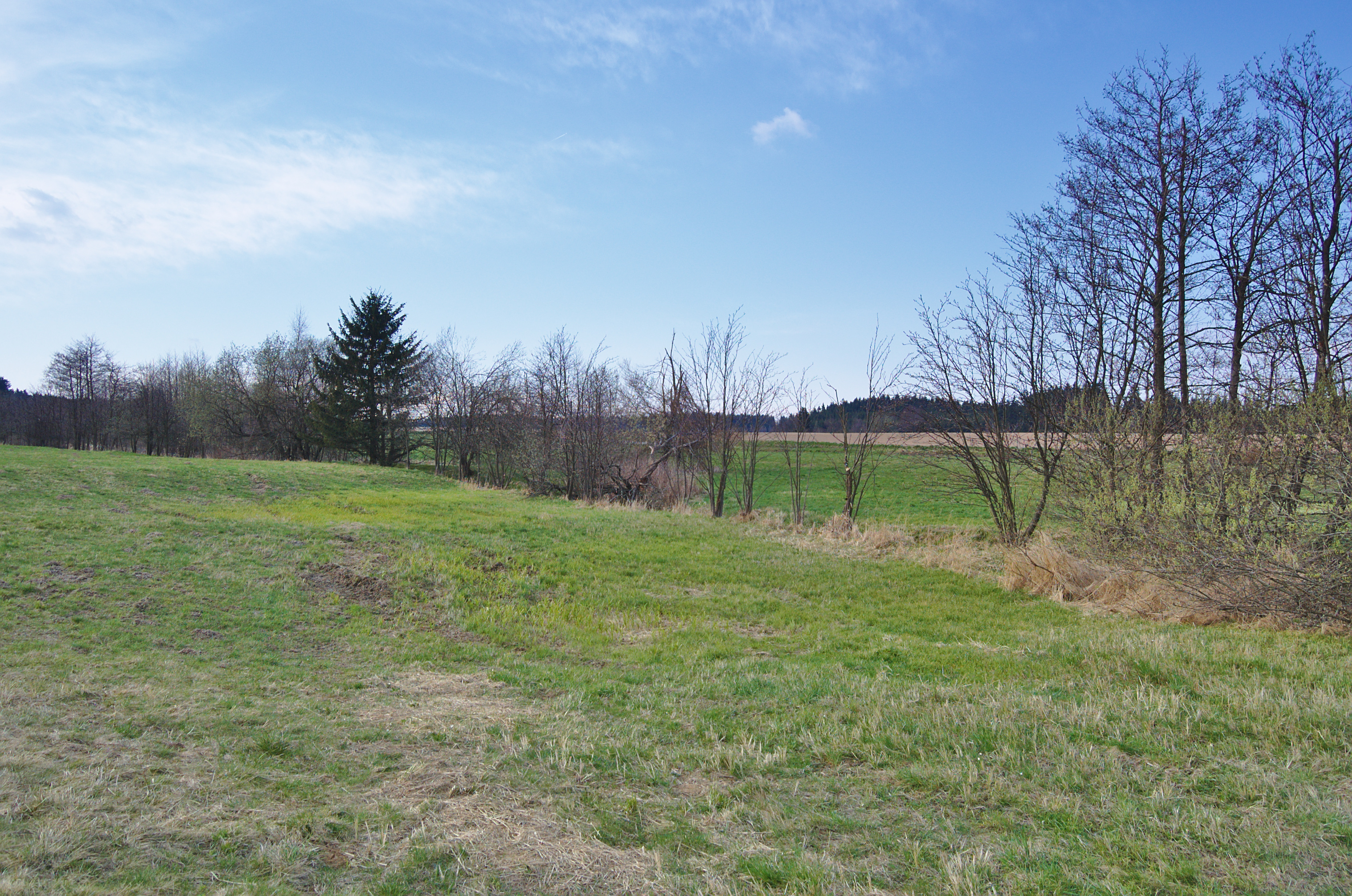
Potok po opuštění lesa, lemován stromy a keři
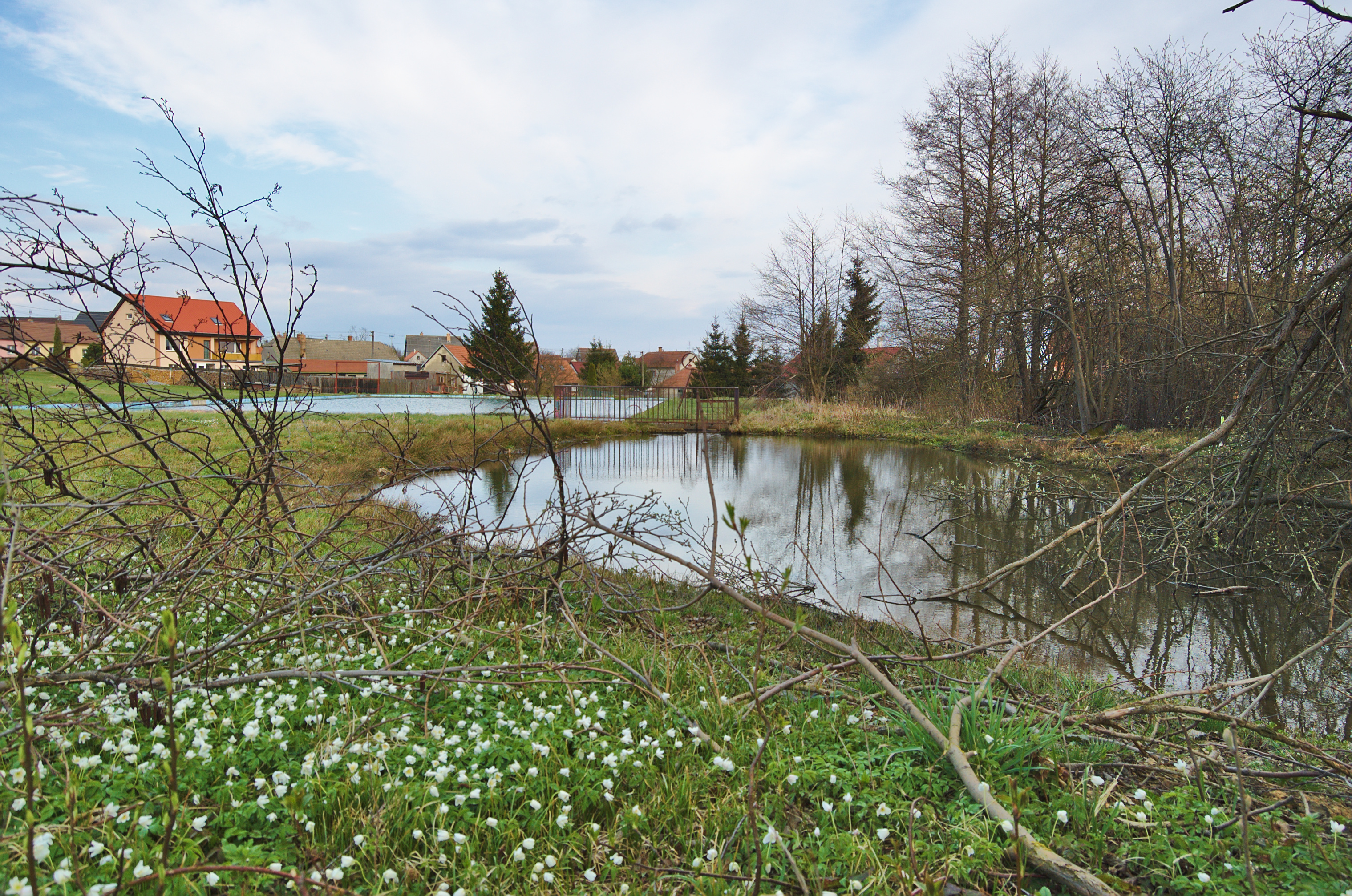
Rybníček na potoce před koupalištěm
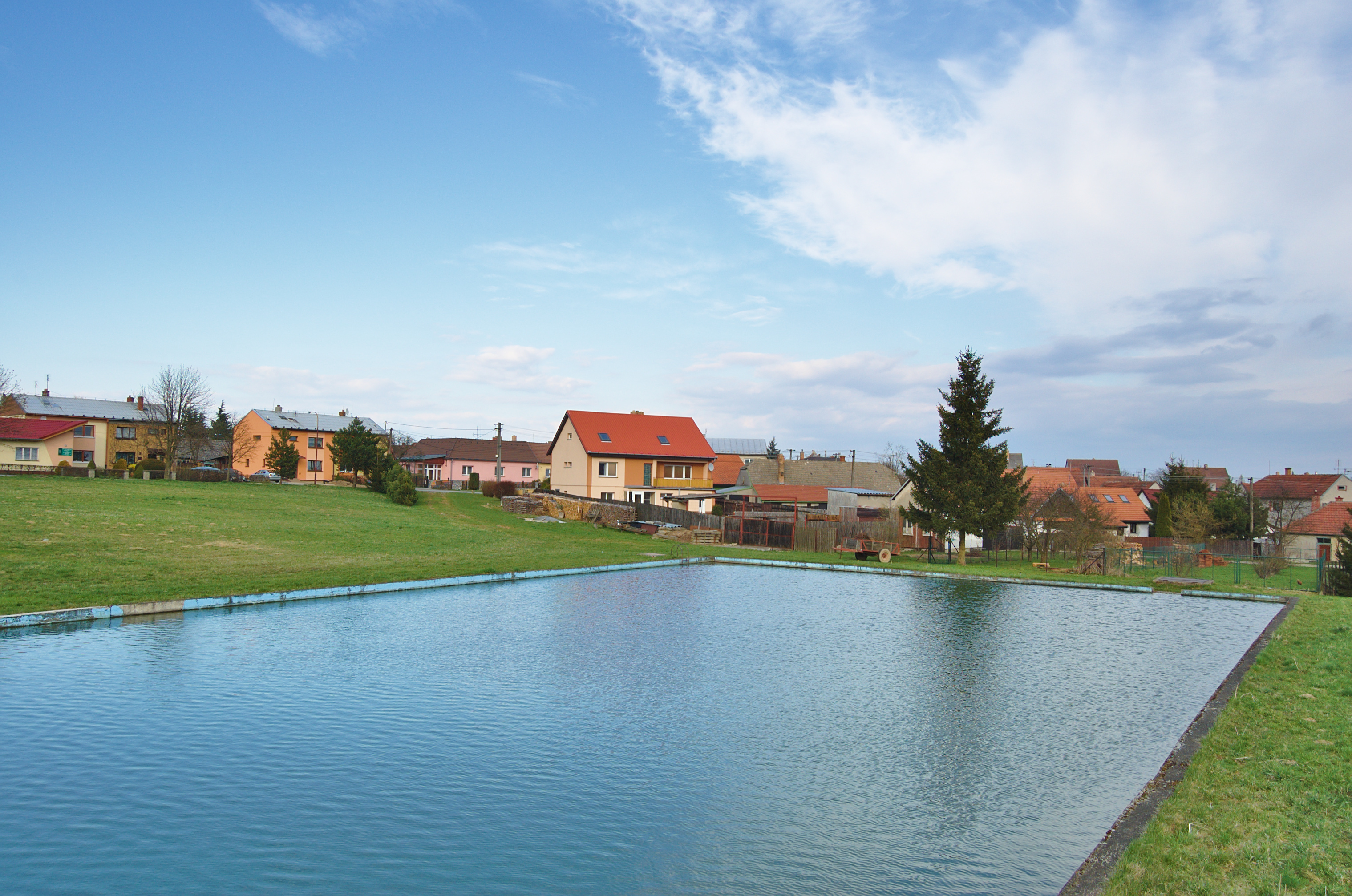
Koupaliště na severozápadním okraji obce Buková
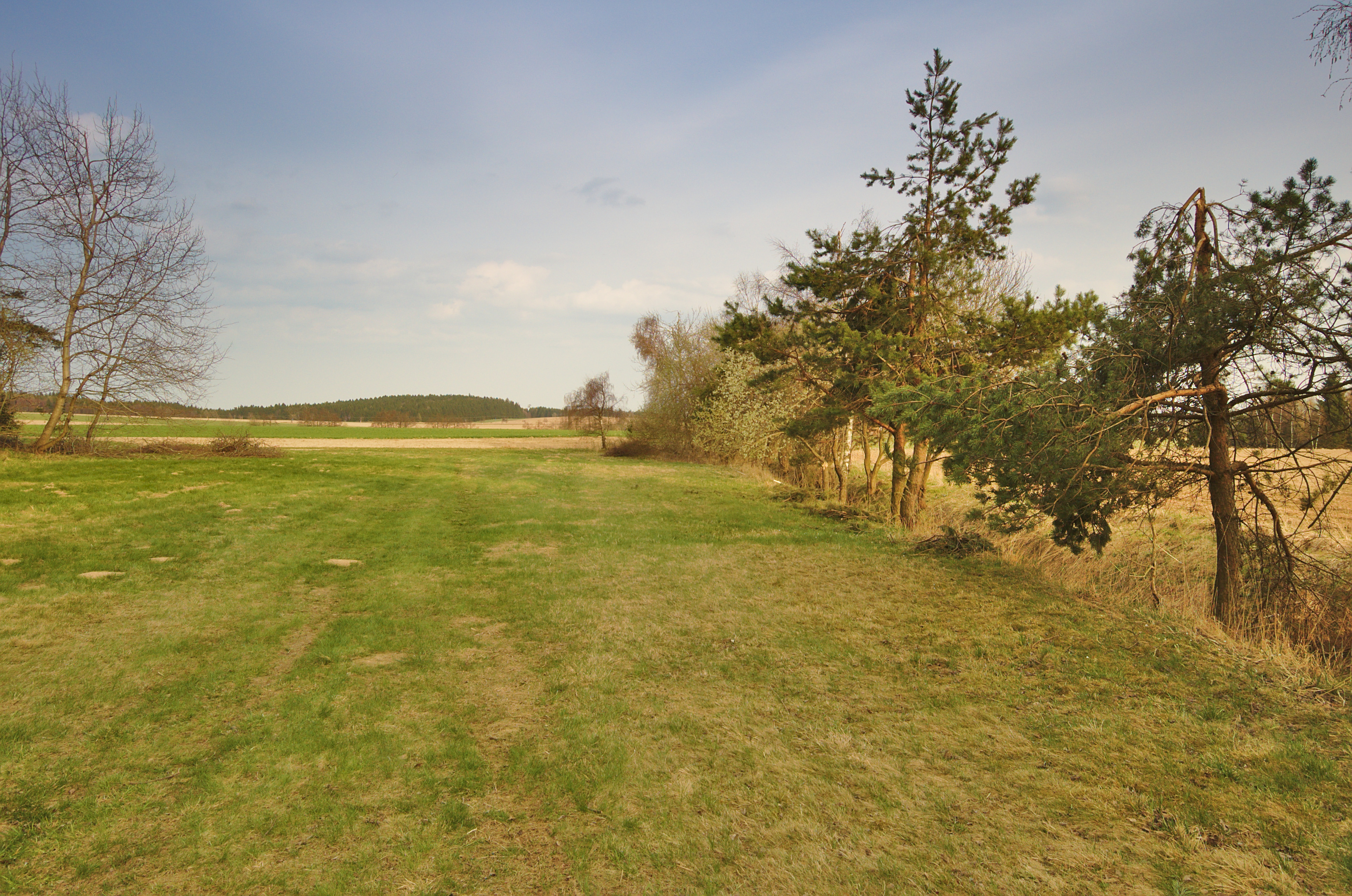
Meliorační rýha v přírodní památce Rašeliniště v Klozovci, která měla za následek vysušení oblasti a její degradaci. Voda odtud teče přes požární nádrž do Bukového potoka
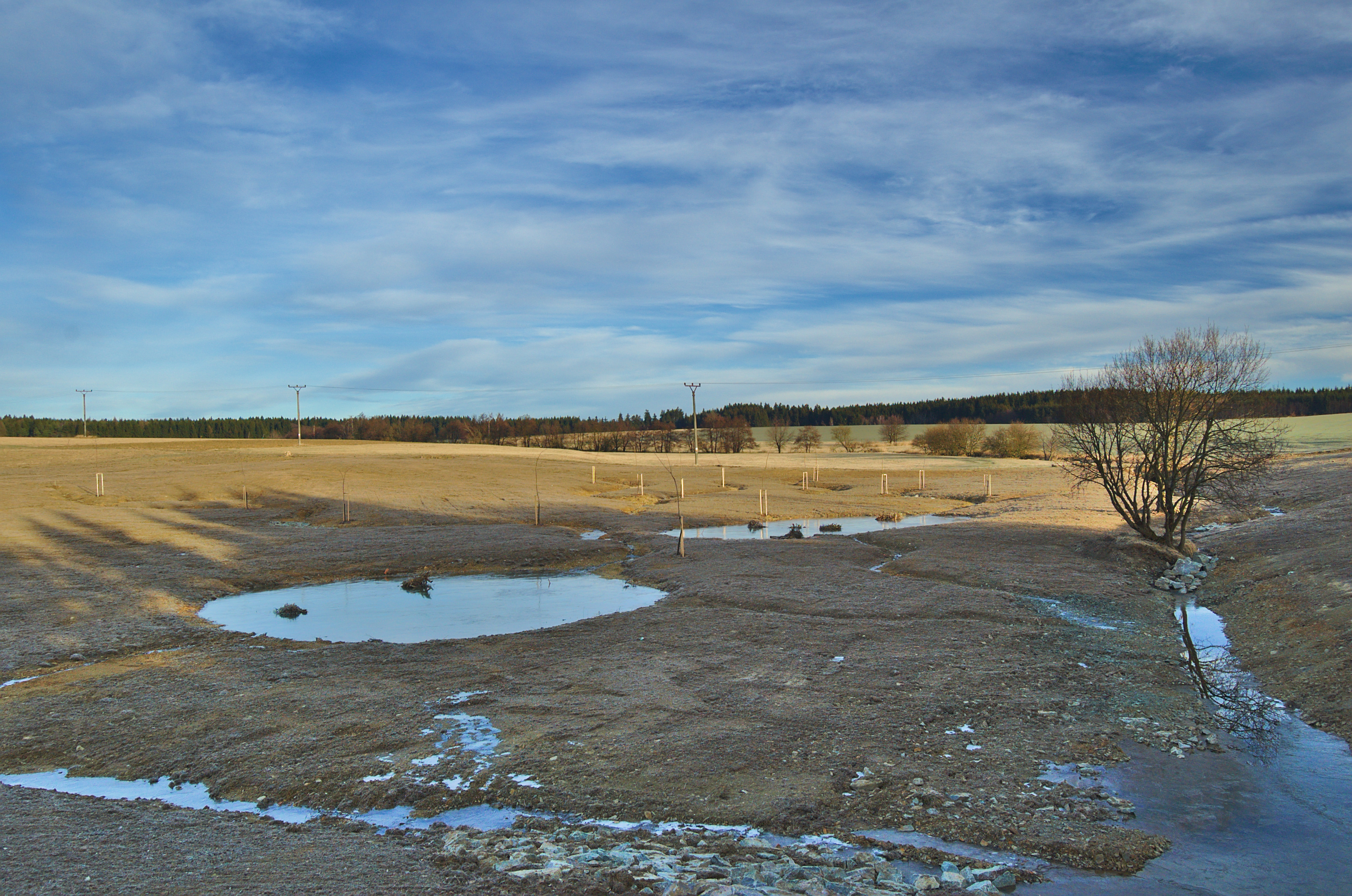
Protipovodňová opatření na bezejmenném přítoku, zdrojnici vody pro požární nádrž
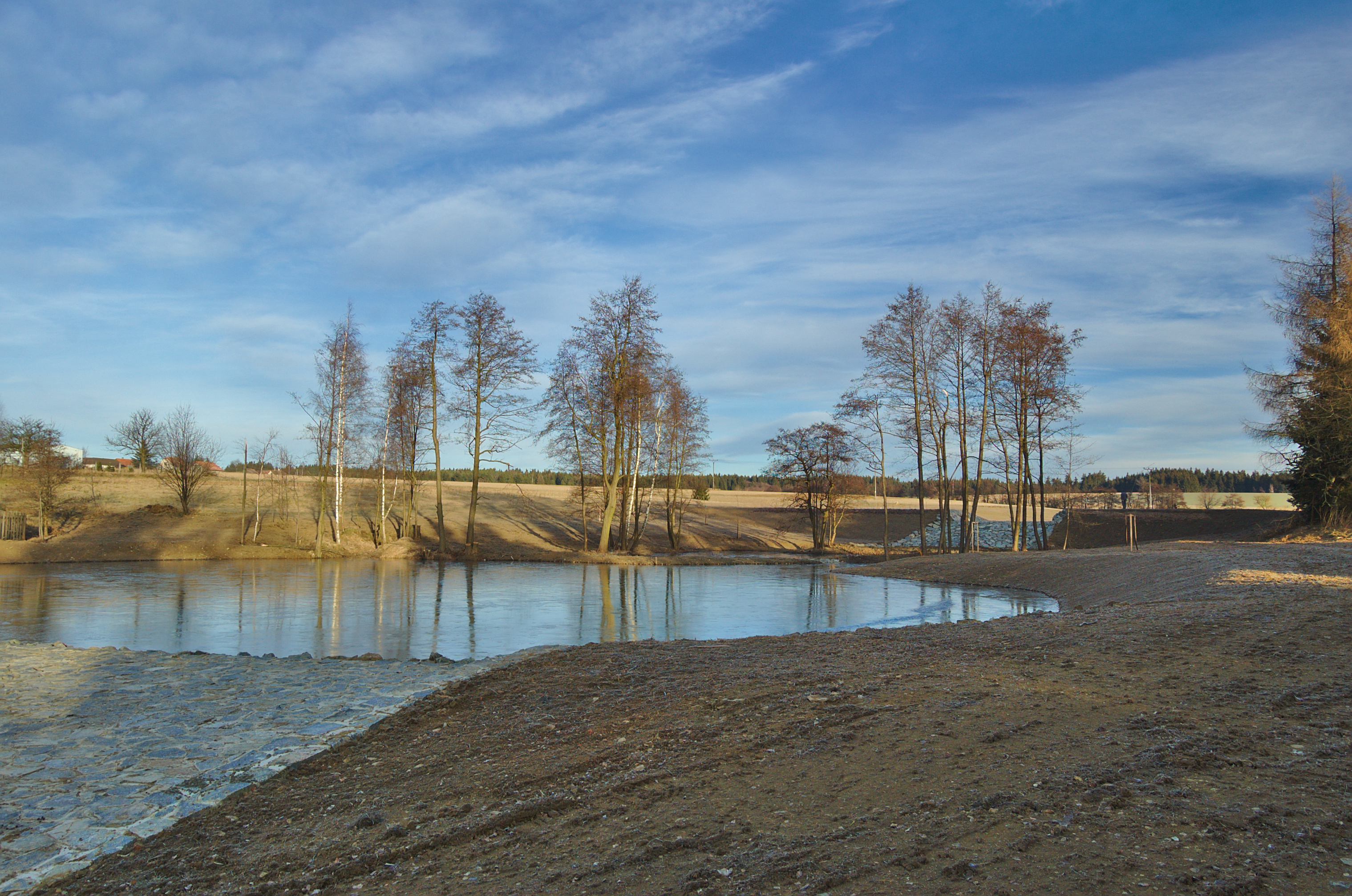
Požární nádrž na bezejmenném přítoku, objekt se nachází těsně před soutokem s Bukovým potokem